# Провулок Академіка Івахненка
Прову́лок Акаде́міка Івахне́нка — провулок в Шевченківському районі міста Києва, місцевість Сирець. Пролягає від Бакинської вулиці до кінця забудови.
Прилучаються вулиці Академіка Івахненка та Бугорна.

## Історія
Провулок виник у 1-й половині XX століття під назвою 439-та Нова вулиця, з 1944 року — Завальна вулиця. 1955 року отримала назву провулок Чаплигіна, на честь радянського вченого в галузі аеродинаміки С. О. Чаплигіна.
Сучасна назва на честь вченого у галузі автоматичного керування, кібернетики і математичного моделювання Академіка Івахненка — з 2022 року

## Зображення

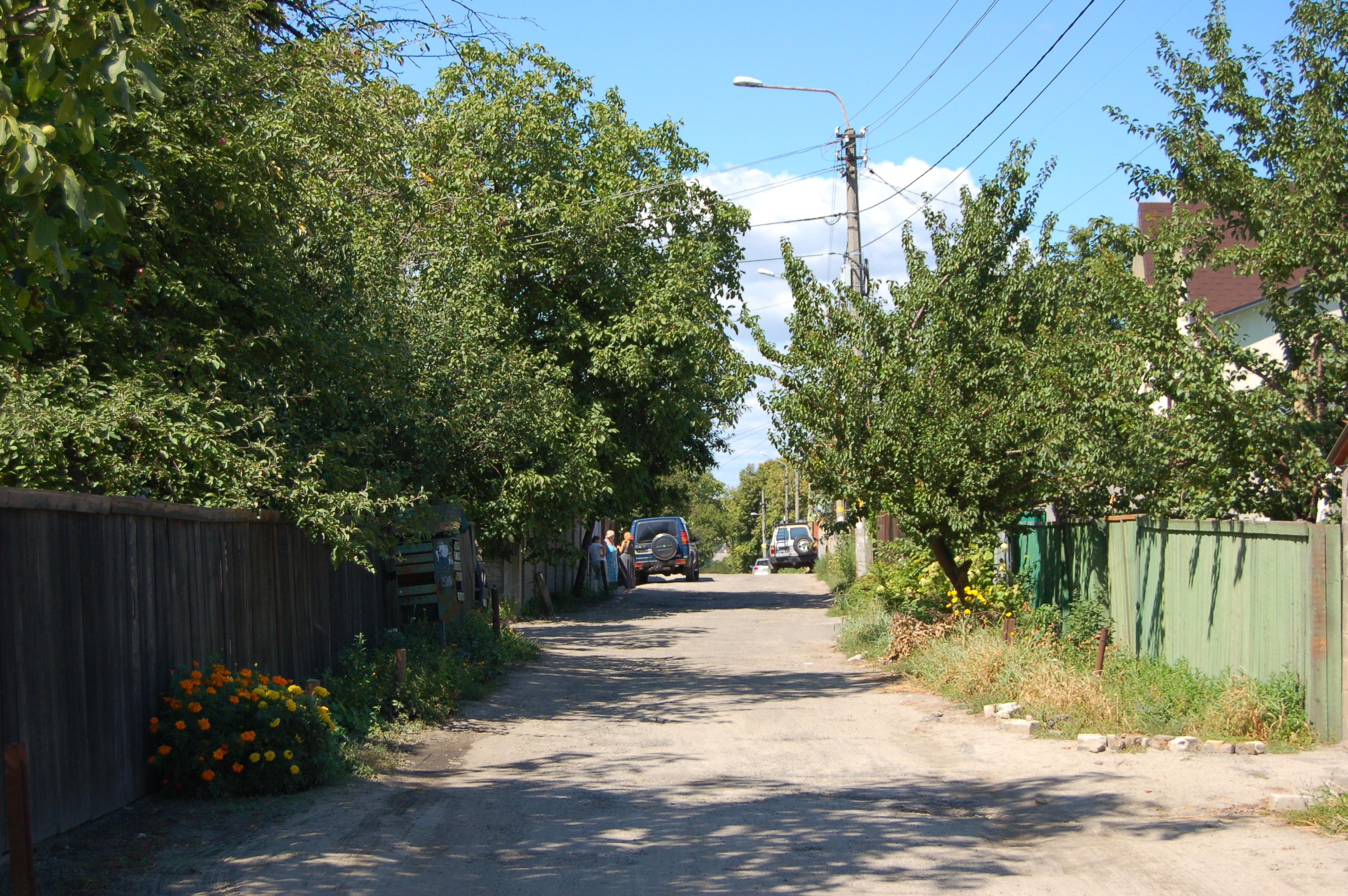
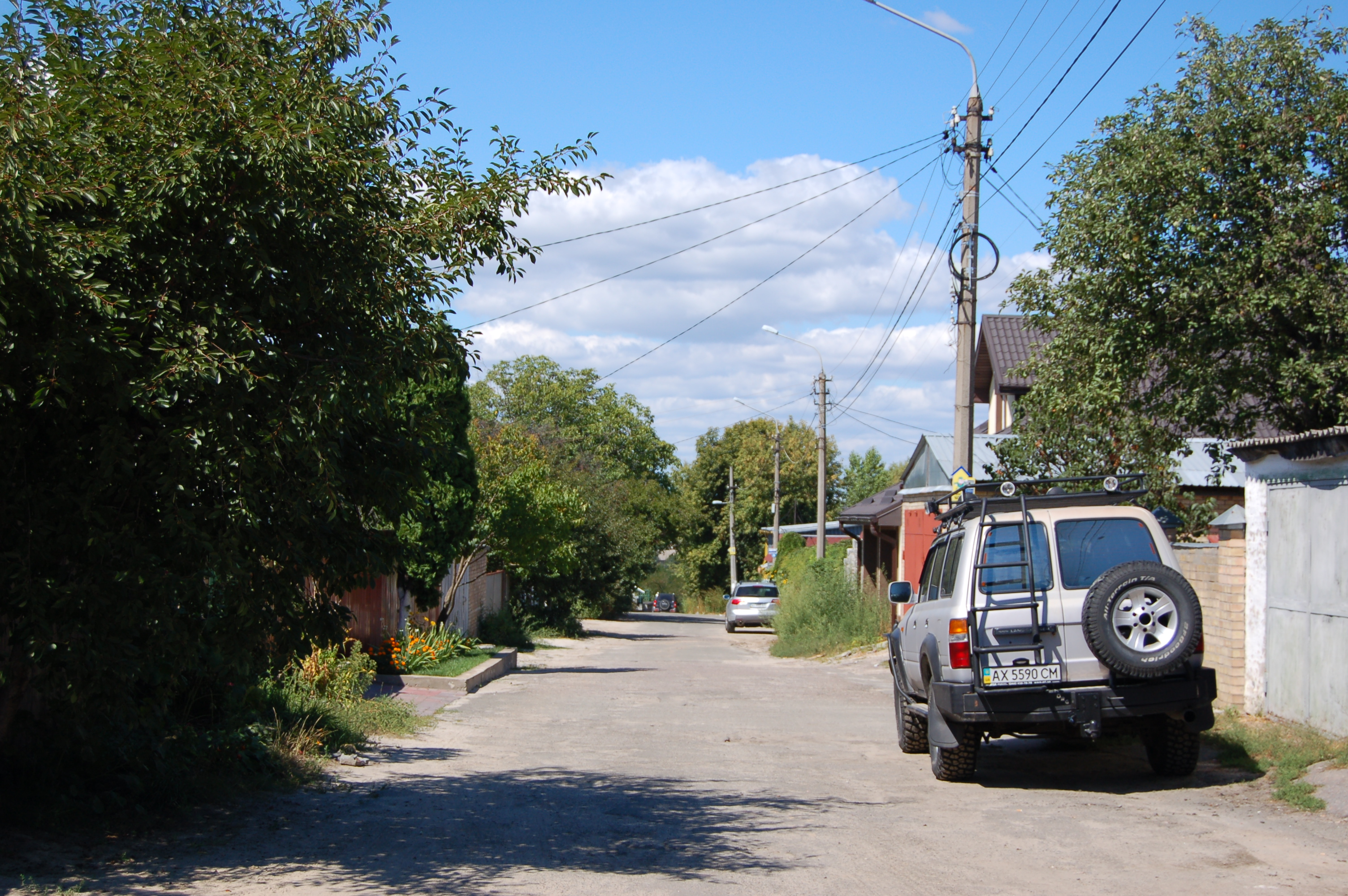